# Bán József (sportrepülő)
Bán József (Dorog, 1940. március 11. –) sportrepülő.

## Tanulmányai, munkássága
1940–1970 között élt a Dorogon. A Dorogi Szénbányák dolgozója, majd a Pest-vidéki Gépgyár (repülőgyár) és az MHSZ Reptér alkalmazottja. 1955-től vitorlázó sportrepülő, 1962-től repülőgépszerelő hangármester, 1964-től hivatásos vitorlázó és motorosrepülőgép-oktató pilóta, 1990-től kereskedelempilóta. Arany- és gyémántkoszorús vitorlázó sportrepülő.

## Kitüntetései
- Honvédelmi Érdemérem bronz fokozat.